# SEIKO JAZZ
『SEIKO JAZZ』（セイコ・ジャズ）は、松田聖子（SEIKO MATSUDA名義）のアルバム。2017年3月29日発売。発売元はEMI Records。

## 解説
松田が新たな挑戦として往年のジャズ楽曲をカバーした意欲作で、構想期間6年とも云われる自身初のジャズ・アルバム。
グラミー賞を始め多数の受賞歴を誇る音楽家デビッド・マシューズと、彼が率いるマンハッタン・ジャズ・オーケストラ、マンハッタン・ジャズ・クインテットの精鋭メンバーがレコーディングに参加している。マシューズは、1985年の松田のアルバム『SOUND OF MY HEART』でアレンジを担当していた経緯があり、今作でも全曲の編曲を行っている。
初回限定盤Aのジャケットには、ジャズを題材とした漫画「BLUE GIANT」の原作者石塚真一描き下ろしのイラストが使用されている。
収録曲の「スマイル」と「追憶」にはミュージック・ビデオが存在し、次作の『SEIKO JAZZ 2』にはそれらを収録したDVDが初回限定盤特典として付属されている。
第59回日本レコード大賞にて本作で企画賞を受賞している。

## 収録曲
※初回限定盤は全曲カラオケ収録CD付の2枚組（曲順は2枚共通）。
※全編曲:デビッド・マシューズ
1. スマイル
  - Smile
2. 追憶
  - The way we were
3. イパネマの娘
  - The girl from Ipanema
4. 遥かなる影
  - (They long to be) Close to you
5. マシュ・ケ・ナダ
  - Mas que nada
6. アルフィー
  - Alfie
7. 静かな夜
  - Corcovado(Quiet nights of quiet stars)
8. ドント・ノー・ホワイ
  - Don’t know why
9. 恋の面影
  - The look of love
10. 星に願いを
  - When you wish upon a star